# كارل فون فريتش
كارل فون فريتش (بالألمانية: Karl von Fritsch)‏ هو إحاثي وجيولوجي وعالم حشرات ألماني، ولد في 1838 في فايمار في ألمانيا، وتوفي في 1906 في مرسيبورغ في ألمانيا.